# Etruščanska arhitektura
Etruščanska arhitektura je nastala med približno 700 in 200 pr. n. št., ko je osvajalna starorimska civilizacija končno absorbirala etruščansko civilizacijo. Etruščani so bili pomembni gradbeniki v kamnu, lesu in drugih materialih templjev, hiš, grobnic in mestnih obzidij ter mostov in cest. Edine strukture, ki so se ohranile v večjem številu v približno prvotnem stanju, so grobnice in obzidja. S pomočjo arheologije in drugih virov imamo veliko informacij o tem, kaj je nekoč obstajalo.
Od približno 630 pr. n. št. je na etruščansko arhitekturo močno vplivala starogrška arhitektura, ki se je sama razvija v istem obdobju. In obratno je vplivala na rimsko arhitekturo, ki jo v zgodnjih stoletjih lahko štejemo za samo regionalno različico etruščanske arhitekture. Toda vse od leta 200 pr. n. št. so Rimljani gledali neposredno na Grke in njihov slog, a so v svojih zgradbah včasih ohranjali etruščanske oblike in namene.
Glavne veličastne oblike ohranjenih ostankov etruščanske arhitekture so: hiše bogate elite, skrivnostni »monumentalni kompleksi«, templji, mestna obzidja in kamnite grobnice. Poleg ostankov templjev in nekaterih temeljev hiš, so bila le obzidja in grobnice večinoma iz kamna in so zato bolj pogosto ohranjena.

## Templji
Zdi se, da so zgodnji Etruščani častili v zaprtih prostorih, označenih a ne zgrajenih; žrtvovanja so opravljali zunaj in ne znotraj templjev v tradicionalni rimski religiji. Šele okoli 600. leta pr. n. št. na vrhuncu svoje civilizacije so začeli graditi veličastne templje, na katere so nedvomno vplivali Grki. [4] Te zgradbe so se razvile predvsem iz največjih tipov etruščanskih hiš, uveljavljale in izpodbijale. 
Običajno je bil zgolj dvignjen prostor ali ploščad iz kamna, z zgornjimi deli iz lesa in blata, zato praktično ni arheoloških ostankov. Vendar pa obstajajo dokazi, da so bili stebri portika včasih kamniti, kot v Veiju . Edini zapis, ki je pomemben za njihovo arhitekturo, je Vitruvijev (umrl po 15. pr. n. št.), ki je pisal dve stoletji po tem, ko je rimska civilizacija absorbirala etruščansko. Opisuje, kako so načrtovati »toskanski tempelj«, ki se zdi rimski »etruščanski slog« (tuscanicae dispositiones); tip morda še vedno grajen v njegovem času, namesto resnično zgodovinsko prizadetega poskusa opisati originalne etruščanske stavbe, čeprav je morda še videl primere teh. 
Številni vidiki njegovega opisa ustrezajo temu, kar arheologi lahko dokažejo, nekateri pač ne. Vsekakor je jasno, da so bili etruščanski templji raznih oblik in da so se spreminjali v obdobju 400 let, v katerem so bili grajeni. Kljub temu Vitruvij ostaja neizogibno izhodišče za opis in razliko etruščanskih templjev od grških in rimskih sorodnikov. Obstaja tudi nekaj vzorčnih templjev v lončenini in prikazi v grobnicah ali na vazah. Ostanki arhitekturnih terakota elementov so ohranjeni v velikih količinah v muzejih, večinoma v Italiji, ki imajo dobre zbirke privlačnih in pobarvanih antefiksov .
Vitruvij omenja tri vrata in tri cele, po eno za vsako glavno etruščansko božanstvo, vendar arheološki ostanki ne nakazujejo, da je bilo to običajno, čeprav je bilo najdeno. Rimski viri so navado pripisovali Etruščanom okus za triade pri načrtovanju mest (na primer s tremi vhodi v mesta) na način, ki ne odraža resnice . Usmerjenost templja ni določena in morda jo je določil duhovnik, ki je opazoval letenje ptic v času ustanovitve.
Zunanjost obeh, grških in rimskih templjev, je bila prvotno zelo okrašena in barvita, še posebej ogredje in streha in to je celo še bolj veljalo za etruščanske templje. Ko je bil les uporabljen za stebre, so bile baze in kapiteli pogosto obkroženi s poslikano terakoto. Okrašeni so bili vsi robovi strehe, večinoma v svetlo poslikani terakoti in zdi se, da so bili pogosto vzdolž slemena strehe kipi, ki so presegali akroterij nad pedimentom grškega in rimskega templja. Apolon iz Veija je bil del skupine akroterija . V muzejih so ohranjeni številni, a razbiti ostanki poznejših kiparskih skupin, dejansko precej bolj kot grških ali rimskih, delno zato, ker terakote niso mogli »reciklirati« kot marmor. Skupine iz Lunija in Talamone (zdaj v Firencah) so med najbolj mogočnimi. 
Značilnosti, ki si jih delijo tipični etruščanski in rimski templji, imajo v nasprotju z grškimi, močno frontalni pristop, s poudarkom na sprednji fasadi, manj na straneh in zelo malo na zadnji strani. Podium je običajno višji in je lahko samo na delu spredaj, kar povsod predstavlja samo prazno ploščad. Morda so bili le stebri na sprednjem robu. V etruščanskih templjih, več kot rimskih, je portik globok in pogosto predstavlja, kot piše Vitruvij, polovico območja pod streho, z več vrstami stebrov.
V kasnejših templjih najdemo različice grških eolskih, jonskih in korintskih kapitelov ter glavni toskanski slog, preprostejša različica dorskega, vendar se zdi, da manjka pozornost do celotnega grškega podrobnega prikaza v ogredju. Kombinirane toskanske / dorske stebre je mogoče najti tudi na grških in kasnejših rimskih templjih.
Etruščanska arhitektura je zarhitekturo Starega Egipta delila uporabo velikih cavetto letev kot venec, čeprav ne v enako masivnem obsegu. Cavetto je v mnogih templjih prevzel mesto grškega sime, ki je bil pogosto poslikan z navpičnimi vzorci (kot v rekonstruiranem etruščanskem templju v Villa Giulia, prikazano na sliki) in v kombinaciji z značilno etruščansko okroglo simo, pogosto poslikano z luskami. 

### Tempelj najboljšega največjega Jupitra
Prva zgradba Jupitrovega templja (najboljši največji Jupiter – Jupiter Optimus Maximus) na Kapitolskem griču je bil najstarejši veliki tempelj v Rimu, posvečen Kapitolski triadi, sestavljeni iz Jupitra in njegovih spremljevalnih božanstev, Juno in Minerva, ter imel vlogo stolnice v uradni religiji v Rimu. Njegova prva različica je bila tradicionalno posvečena leta 509 pr. n. št.,  vendar je bila leta 83 pr. n. št. uničena v požaru. Obnovljen tempelj v grškem slogu je bil dokončan leta 69 pr. n. št. (Obstajala sta še dva požara in nove stavbe). Že prvi etruščanski strokovnjaki za templje so priredili različne vidike stavbe, vključno z izdelavo in barvanjem obsežnih terakota elementov v ogredju ali zgornjih delih, kot so antifiksi. Za druge stavbe so bili pozvani iz Grčije.
Prva različica največjega etruščanskega templja naj bi bila mnogo večja od drugih rimskih templjev stoletja pozneje. Njegova velikost je še vedno močno vprašljiva in temelji na starodavnem obiskovalcu, ki je trdil, da je bil skoraj 60 m × 60 m v tlorisu in nedaleč od največjih grških templjev. Kakršna koli velikost, njegov vpliv na druge zgodnje rimske templje je bil pomemben in dolgotrajen. Rekonstrukcije navadno kažejo zelo široko streho in široko kolonado, ki se je raztezala ob straneh, a ne na hrbtni strani, kot bi to bilo v grškem templju. Surova slika na kovancu iz leta 78 pr. n. št. prikazuje le štiri stebre in zelo obsežno streho. 
- Tloris templja po Vitruviju in Minervin tempelj Portonacciu, s tremi vrati
- Podium templja v Orvietu; nad tem nivojem kamna verjetno ni bil uporabljen.
- Apolonov tempelj, Veijo, delno moderno vizualizacijo.
- St Paulov Covent Garden, London, 1630-ta, v veliki meri sledi navodilom Vitruvija za "toskanski tempelj", vendar nima zunanjega okrasja in barve.
- Gorgonin antefiks, Orvieto, konec 5. st. pr. n. št.. Hlavi obeh Silena in gorgone sta bila predmeta za antefikse.
- Antefiks s Silenom, 500-490 pr. n. št.
- Antefiks, Metropolitan Museum of Art .
- Ostanki skupine terakota pedimenta iz Lunija (svetli deli so rekonstrukcija).

## Monumentalni kompleksi
"Monumentalni kompleks" ali stavba je izraz, ki se uporablja za nekaj velikih sklopov zgradb, ki jih je relativno nedavno odkrila arheologija, izraz, ki odraža pomanjkanje gotovosti glede njihove funkcije. Dva glavna primera sta "arhaična stavba" v Poggio Civitate in druga v Acquarossi (sodobno Fosso Acqua Rossa ) - (cona F); obe sta iz 6. stoletja pr. n. št. ali prej. Obe imata skupne stavbe okrog dvorišča iz kamna vsaj v temeljih, strešnih ploščah in z dekoracijo v arhitekturni terakoti. Njihova velikost je izjemna za zgodnji datum. Ena očitna možna funkcija je kot palača, druga je kot državna stavba, ki deluje kot prostor za zbiranje in komemoracije skupnosti. Ostanki so le kamen in keramični delci. 

## Hiše
Iz bogatejših grobnic se zdi jasno, da je etruščanska elita živela v precejšnjem udobju, vendar je malo dokazov o tem, kako so izgledali njihovi domovi, čeprav je nekaj pohištva prikazano v grobnih freskah. Skalne grobnice po navadi tvorijo apartmaje "prostorov", nekaj precej velikih, kar verjetno deloma spominja na atrijske domove boljših Etruščanov . Za razliko od več nekropol so bila etruščanska mesta na splošno nadgrajena od Rimljanov naprej, hiše pa so pustile malo sledi. Kjer so ostanki, obstajajo temelji v tufu, z morda nekaj opeke iz blata, na nekaterih mestih so ohranjeni tudi spodnji deli zidov majhnih hiš iz tufa. En celoten niz temeljev kaže hišo 7,9 m krat 3,9 m . Na velikih kmetijah, v rudnikih, kamnolomih in še kje, kjer je bilo zaposlenih veliko ljudi (veliko ali večinoma sužnjev), so delavci živeli v dormitorijih.
Oblika modelov hiš v keramiki in včasih bronu, imenovana »žara v obliki klobuka« nam daje nekaj indikacij. Te so se očitno uporabljale za shranjevanje pepela pokojnikov in so jih našli v  Villanovanski kulturi in zgodnjih etruščanskih grobovih, zlasti na severnih območjih . Take žare kažejo model z enim notranjim prostorom. Običajno so okrogle ali rahlo ovalne, pogosto z uglednimi lesenimi tramovi, nameščenimi v dveh vrstah z nagnjeno streho, ki prečka osrednji greben in tvori "V" obliko; Zdi se, da so včasih vrezane ali kako drugače okrašene. Žare imajo vedno velika vrata s kvadratnimi odprtinami za dostop, včasih dve in obris oken v stenah, lahko označena z grebeni ali oznakami v glini. Pogosto obstaja odprtina in izhod za dim, nad vrati v strehi in na nasprotni strani.
Takšne hiše so bile narejene iz zemeljskih in organskih materialov, z uporabo blatne opeke in protja ter polnila. Imeli so kamnita ognjišča. »Grobnica reliefov« pri Banditacci kaže, da so bili predmeti, kot so orodja in orožje, pogosto obešeni na stenah.
Na Palatinskem griču v Rimu je bila Casa Romuli (Romulova hiša) dolgo ohranjena in po potrebi obnovljena. Bila je koča iz lesenih stebrov in strešnih nosilcev, s stenami in protja in polnila ter slamnato streho  in morda značilna za navadno etruščansko stanovanje izven mestnih središč. Najdišča ni mogoče z gotovostjo identificirati, vendar je na eni od možnih lokacij mogoče najti krog šestih lukenj in tla iz narezanega tufa, s premerom 4,9 m x 3,6 m.

## Grobnice in tumulusi
Bogati Etruščani so zapustili izdelane grobnice, večinoma zbrane v veliki nekropoli, zunaj svojih mest. Te so bile velikodušno napolnjene z grobnimi pridatki, zlasti s keramiko, ki nam daje največ za razumevanje etruščanske kulture. Značilno je, da je bila v južni Etruriji, v regijah tufa, grobna komora izklesana iz trdne kamnine pod zemljo, kar je v tej kamnini relativno enostavno, zgornja struktura pa je bila pogosto precej velika. V drugih regijah so bile običajno zgrajene nad zemljo. Ponovno so jih uporabili za nadaljnja pokopavanja v isti družini in več generacij in pogosto je postala gneča s sarkofagi in grobnimi pridatki. Mnoge ohranjene so zdaj izpraznjene bodisi s plenilci ali arheologi.
Nekatere grobnice so kamnite zgradbe, pogosto v vrstah, namesto majhnih hišah. Druge so okrogli tumulusi s kamnitimi podpornimi stenami, s stopnicami navzdol do kamnitih komor. Obe vrsti sta tesno skupaj v nekropoli, kot sta Banditaccia in Monterozzi, ki vsebujeta približno 6000 grobov. Najdenih je bilo več različnih vrst grobnic, ki odražajo razvoj skozi čas in razlike v prihodkih. Nekatere vrste jasno odražajo bogatejše hiše, s številnimi povezanimi komorami, stebri s kapiteli in kamnitimi stropi.  Mnoge grobnice so imele freske, ki pa se ne zdijo grški (čeprav je slog slik zagotovo temeljil na grški umetnosti), ker so Grki takrat že opustili komorne grobnice, preden so jih Etruščani začeli slikati okoli leta 600 pr. n. št. 
- Grobnice v nekropoli Banditaccia
- Grobnice v nekropoli Banditaccia
- Tumulus v nekropoli Banditaccia
- Blodnjak tumulusov v nekropoli Banditaccia
- Pogled od zgoraj na gnečo krobnic v Orvietu
- Vhod v grobnico v nekropoli Banditaccia
- Slikana lažna vrata; okvir motiva v obliki glave kladiva
- Grobnica leopardov, Tarkviinija

## Obzidja in fortifikacije
Etruščanska mesta, ki so pogosto stala na hribih, so gradila obzidja od 8. stoletja pr. n. št. dalje iz blatnih opek, nato pa pogosto iz kamna. Še preden so Rimljani začeli osvajati etruščansko ozemlje, so bile pogoste vojne, pozneje pa so prihajali keltski sovražniki iz severa in se razširili na jug do Rima. Ob steni je bil agger ali nasip in foso ali jarek. V mestih je bilo nekaj vrat, kjer so vstopale ceste, ki so bila včasih opremljena z ločnimi prehodi. Najboljša ohranjena iz 2. stoletja so Porta Marzia v Perugii, iz konca obdobja. Tukaj, kot v mnogih primerih, ohranitev izhaja iz obdobja okoli rimskega prevzema, vendar se zdi, da predstavlja etruščanske tradicije. Do 4. stoletja je Volterra imela dve obzidji, drugo je obkrožalo celotno mesto.
Kamen je pogosto fine kakovosti, včasih so bloki pravokotno klesani, včasih pa tudi s »kiklopski«, z uporabo velikih poligonalnih blokov, ki so deloma oblikovani tako, da se prilegajo, podobno znanim inkovskim zidovom, čeprav ne dosegajo te kakovosti. Odprtine, ki so ostale, so napolnili z veliko manjšimi kamni.
- Fiesole, mestno obzidje.Dokaj pravilni bloki
- Zid iz nepravilnih kamnov, Rusellae

## Cestna mreža
Veliko pomembnih in nepomembnih rimskih cest, kot je Via Cassia, prekriva etruščanske predhodnice, vendar obstaja dovolj etruščanskih območij, ki so jih Rimljani po osvajanju zanemarili, da bi omogočili razumevanje etruščanskega cestnega sistema. Ceste niso potekale samo med mesti, temveč so na podeželju omogočile enostavno dobavo kmetijskih pridelkov. Medtem ko niso bile tako močno zasnovane kot rimske ceste, so se zelo trudili ustvariti površino ceste, ki bi bila na glavnih smereh široka 10,4 metra, kot na 12 kilometrih, ki povezuje Cerveteri s pristaniščem Pyrgi, izdelana v 5. stoletju pr. n. št.. Imela je prodnato površino, robove iz tufa in središčnim odvodnim kanalom.
Via Cava, ozki vsekana pot, ki je pogosto tekla skozi hribe, se je malo spremenila od etruščanskih časov. Poleg povezovalnih mest so morda imele obrambno funkcijo v času vojn. Njihova konstrukcija je v glavnem nastala zaradi obrabe mehkih tufov s kolesi okovanimi z železom, ki so ustvarjala globoke kolesnice, kar je zahtevalo pogosto popravljanje oziroma glajenje površine. Njihovo datacijo je mogoče sklepati samo s tistimi naselbinami, skozi katere prehajajo in predmeti iz grobnic poleg njih. 7. in 6. stoletje kažeta na zamenjavo prejšnjih poti, primernih samo za mule in pešce, s širšimi in boljšim ustrojem, ki so lahko prenašale vozila na kolesih in uporabo bolj prijaznih, vendar daljših poti po hribovitem svetu.
Mostovi so bili pogosti. Verjetno so bili mnogi leseni, nekateri pa vsaj kamniti z leseno voziščno konstrukcijo.